# Qeshlāq-e Khalīfehlū
Qeshlāq-e Khalīfehlū (persiska: خَليفِهلو كَندئ بُزُرگ, قشلاق خليفه لو, Khalīfehlū Kandī-ye Bozorg) är en ort i Iran.   Den ligger i provinsen Ardabil, i den nordvästra delen av landet, 500 km nordväst om huvudstaden Teheran. Qeshlāq-e Khalīfehlū ligger 345 meter över havet och antalet invånare är 754.
Terrängen runt Qeshlāq-e Khalīfehlū är huvudsakligen platt, men åt sydväst är den kuperad. Terrängen runt Qeshlāq-e Khalīfehlū sluttar norrut. Runt Qeshlāq-e Khalīfehlū är det ganska glesbefolkat, med 35 invånare per kvadratkilometer. Närmaste större samhälle är Khān Bābā Kandī, 17,9 km öster om Qeshlāq-e Khalīfehlū. Trakten runt Qeshlāq-e Khalīfehlū består till största delen av jordbruksmark.